# Třída Babur
Třída Babur je třída víceúčelových korvet pákistánského námořnictva. Jedná se o zvětšený derivát korvet třídy Ada, tedy první tureckých válečných lodí domácí konstrukce. Pákistán je první zemí, do které byla třída Ada exportována. Celkem byly objednány čtyři jednotky této třídy. Jejich stavba byla zahájena roku 2020. Jejich dodávka je plánována na roky 2023–2025.

## Pozadí vzniku
Jednání s Pákistánem o aktivaci plavidel třídy Ada začalo roku 2015. V roce 2018 byly objednány čtyři jednotky. Oproti tureckým korvetám jsou větší a mají silnější výzbroj. První pár měl být do roku 2023 postaven v Turecku a druhý do roku 2025 přímo v Pákistánu. Dvě jednotky staví turecká státní loděnici tureckého námořnictva v Istanbulu (Námořní loděnice v Istanbulu – INS) a zbývající dvě pákistánská loděnice Karachi Shipyard & Engineering Works (KSEW) v Karáčí. Kýl prototypové jednotky Babur byl založen 4. června 2020 v loděnici INS. Plavidlo bylo na vodu spuštěno 15. srpna 2021. Ceremoniálu se účastnil pákistánský prezident Árif Alví a turecký prezident Recep Tayyip Erdoğan. KSEW svou první jednotku rozestavěla 26. října 2020. Třetí a čtvrtá jednotka byly rozestavěny v průběhu roku 2021. Plavidla mají být dodána v letech 2023–2025.
Jednotky třídy Babur:
| Jméno         | Loděnice | Založení kýlu     | Spuštěna           | Vstup do služby | Status    |
| ------------- | -------- | ----------------- | ------------------ | --------------- | --------- |
| Babur (280)   | INS      | 4. června 2020    | 15. srpna 2021     | 23. září 2023   | aktivní   |
| Badr (281)    | KSEW     | 25. října 2020    | 20. května 2022    |                 | ve stavbě |
| Khaibar (282) | INS      | 30. dubna 2021    | 25. listopadu 2022 |                 | ve stavbě |
| Tariq (283)   | KSEW     | 5. listopadu 2021 | 2. srpna 2023      | 2025 (plán)     | ve stavbě |

## Konstrukce
Hlavní výzbroj korvety je jeden 76mm kanón OTO Melara Super Rapid v dělové věži na přídi. Sekundární výzbroj tvoří dva 25mm kanóny v dálkově ovládaných stabilizovaných zbraňových stanicích Aselsan STOP na platformě na levoboku a pravoboku. Na přídi za dělovou věží se nachází šestnáctinásobné vertikální odpalovací silo pro protiletadlové řízené střely Albatros NG. Na nástavbě před komínem jsou instalována odpalovací zařízení pro protilodní střely Harbah. Na zádi se nachází přistávací plocha a hangár pro jeden vrtulník. Pohonný systém koncepce CODAG kombinuje dva diesely pro ekonomickou plavbu s jednou plynovou turbínou General Electric LM2500, která se k nim přiřadí v bojové situaci. Celkový výkon pohonného systému je 31 600 kW. Nejvyšší rychlost dosahuje překračuje 31 uzlů. Dosah je 3500 námořních mil.